# Mainbrücke Sommerhausen–Winterhausen
Die  Mainbrücke Sommerhausen–Winterhausen  ist eine 234 Meter lange Straßenbrücke, die den Main bei Kilometer 265,01 überspannt. Sie überführt die Kreisstraße WÜ 16 und verbindet die beiden unterfränkischen Orte Sommerhausen und Winterhausen.

## Geschichte

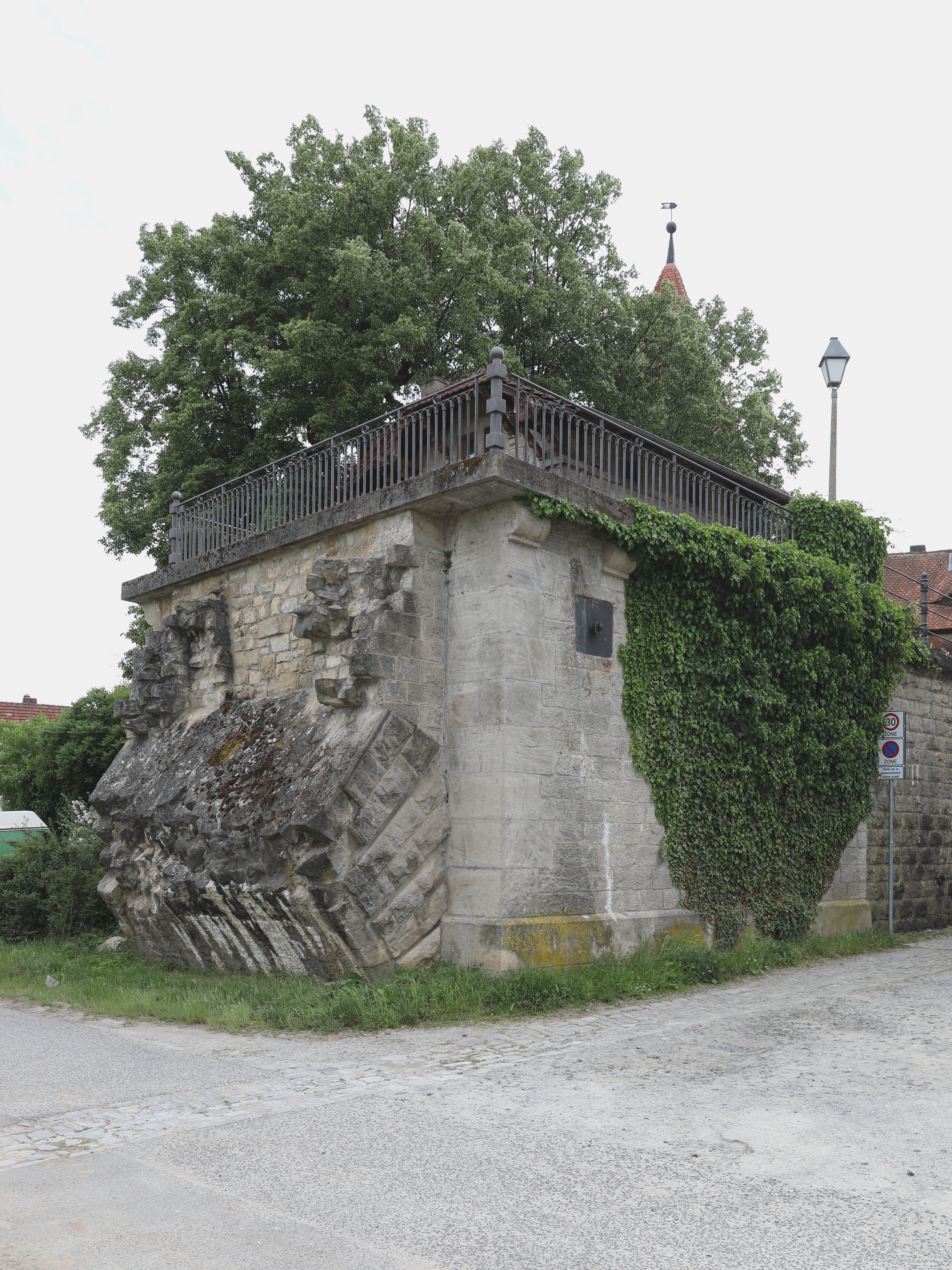
Brückenwiderlager der alten Mainbrücke in Winterhausen

Eine Mainfähre zwischen Sommerhausen und Winterhausen wurde 1359 erstmals mit der Vergabe des Fährrechtes durch Gerlach  von Hohenlohe als Lehen urkundlich erwähnt. Für eine bessere verkehrliche Verbindung mit dem Bahnhof in Winterhausen an der 1869 eröffneten Bahnstrecke nach Treuchtlingen ließ die rechtsmainische Gemeinde Sommerhausen 1896/1897 eine massive Bogenbrücke über den Main mit fünf Öffnungen errichten. Winterhausen beteiligte sich nicht an den Baukosten. Für die Erhebung des Brückenzolls entstand ein Brückenzollhaus in Winterhausen.
Die Brücke wurde am 23. Februar 1945 bei einem anglo-amerikanischen Luftangriff im Rahmen der Operation Clarion zerstört. Von 1946 bis 1970 gab es ersatzweise eine Personen- und Autofähre.
Nördlich der alten Brücke (49° 42′ 24,1″ N, 10° 1′ 11,1″ O) wurde 1970 eine neue Mainbrücke eröffnet.

## Konstruktion Brückenneubau
Das Bauwerk überführt zwei Fahrstreifen und auf einer Seite einen Gehweg. Zum rechten Pfeiler führt auf der nördlichen Seite rechtwinklig eine Rampenbrücke von der Bundesstraße 13 kommend.
Die Spannbetonbrücke ist im Grundriss mit einem Radius von 900 m gekrümmt. Sie hat als Bauwerkssystem in Längsrichtung einen dreifeldrigen Durchlaufträger. Die Stützweiten betragen für die Straßenüberführung 71 m, 92 m und 71 m, was eine Gesamtstützweite von 234 m ergibt. In Querrichtung ist der 11,75 m breite Überbau als einzelliger Hohlkastenquerschnitt mit einer gevouteten Bauhöhe ausgebildet.
Der Elastizitätsmodul des Überbaubetons hat aufgrund der Verwendung ungeeigneter Zuschläge nur 60 % seines Sollwertes. Dies führte zu rund 20 Zentimeter Durchbiegungen und Anfang der 1990er Jahre zu einer Instandsetzung mit der nachträglichen Anordnung von acht externen Spanngliedern im Hohlkasten.